# Maximilian Planer

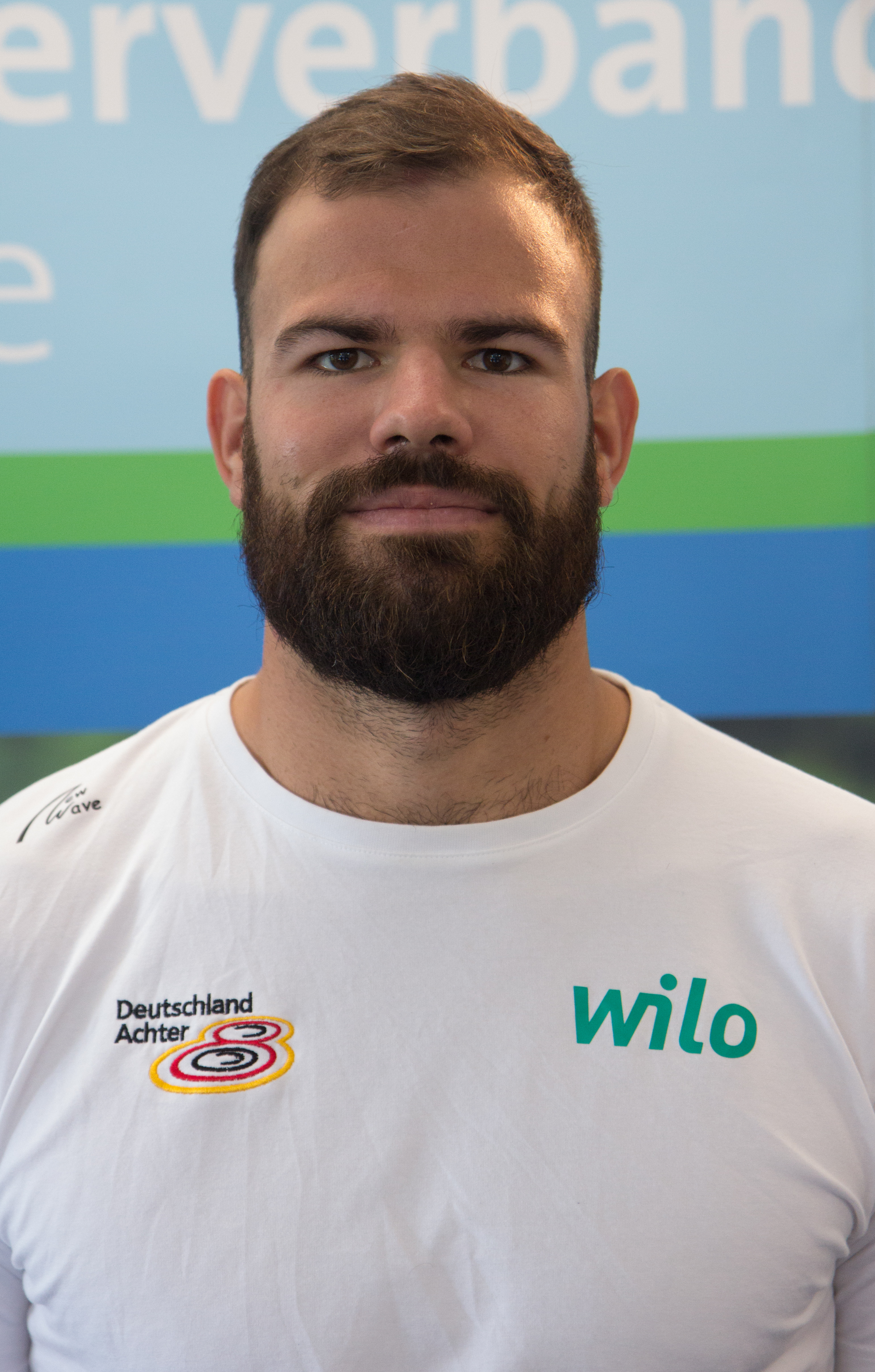
Maximilian Planer, 2017

Maximilian „Max“ Planer (* 28. Januar 1991 in Bernburg (Saale)) ist ein ehemaliger deutscher Ruderer. Mit dem Deutschland-Achter wurde er 2017 und 2018 Weltmeister.
Der 1,95 m große Max Planer begann 2001 mit dem Rudersport und startet für den Bernburger Ruderclub. 2008 gewann er mit dem Achter bei den Junioren-Weltmeisterschaften, bei den Junioren-Weltmeisterschaften 2009 siegte er im Doppelvierer. Bei U23-Weltmeisterschaften belegte er 2011 den vierten und 2012 den zweiten Platz mit dem Achter. 2013 ruderte er zusammen mit Toni Seifert, Malte Jakschik und Felix Wimberger im Vierer ohne Steuermann und gewann die Bronzemedaille bei den Europameisterschaften, bei den Weltmeisterschaften 2013 belegte der Vierer den zwölften Platz. 2014 trat Planer mit dem Deutschland-Achter an und gewann Gold bei den Europameisterschaften sowie Silber hinter dem britischen Achter bei den Weltmeisterschaften. 2015 konnte sich Planer nicht für den Achter qualifizieren, der neugebildete Vierer ohne Steuermann mit Johannes Weißenfeld, Alexander Egler, Max Planer und Felix Wimberger belegte den sechsten Platz bei den Europameisterschaften. Mit Maximilian Korge für Egler qualifizierte sich der Vierer mit einem fünften Platz bei den Weltmeisterschaften 2015 für die Olympischen Spiele 2016. Zum Auftakt der Olympiasaison 2016 belegte der Vierer den siebten Platz bei den Europameisterschaften vor heimischem Publikum in Brandenburg an der Havel. Bei den Olympischen Spielen 2016 erreichten Maximilian Korge, Max Planer, Anton Braun und Felix Wimberger den 12. Platz im Vierer ohne Steuermann.
2017 kehrten Wimberger und Planer in den Deutschland-Achter zurück. Bei den Europameisterschaften 2017 im Mai 2017 gewann der neu zusammengesetzte Deutschland-Achter die Goldmedaille. Nach Siegen beim Weltcup in Posen und Luzern gewann der Achter zum Saisonabschluss den Titel bei den Weltmeisterschaften in Sarasota. 2018 gewann der Deutschland-Achter in der gleichen Besetzung wie 2017 alle drei Regatten im Weltcup. Bei den Europameisterschaften in Glasgow siegte der Achter vor den Niederländern und den Rumänen. Anderthalb Monate später gewann der Achter auch den Titel bei den Weltmeisterschaften in Plowdiw vor den Australiern und den Briten. Bei den Europameisterschaften 2019 trat Planer zusammen mit Felix Brummel, Felix Wimberger und Nico Merget im Vierer ohne Steuermann an und gewann die Bronzemedaille hinter den Briten und den Polen. 2021 beendete er seine Karriere.